# WeeChat
WeeChat (Wee Enhanced Environment for Chat) er en fri tekstbaseret IRC-klient. WeeChat understøtter bl.a. IPv6, SSL og scripting ved brug af Lua, Perl, Python, Tcl og Scheme.
| Software | Spire Denne artikel om software og programmering er en spire som bør udbygges. Du er velkommen til at hjælpe Wikipedia ved at udvide den. |